# David Shankle
David Lee Shankle (* 7. března 1967) je americký kytarista, nejvíce známý jako bývalý člen heavy metalové kapely Manowar. Žije v Chicagu, USA.

## Hudební kariéra
David Shankle byl členem kapely Manowar v letech 1988 – 1995, vystupoval na jejich studiovém albu The Triumph of Steel, ve kterém se podílel na složení písně „Mater Of The Wind“. V roce 1995 skupinu opustil, aby mohl vystudovat Rooseveltovu hudební akademii v Chicagu, kde se učil jazz a hraní na klasickou kytaru. Po absolvování založil svou vlastní skupinu David Shankle Group.